# Adács, Heves
Adács  este un sat în districtul Gyöngyös, județul Heves, Ungaria, având o populație de 2.800 de locuitori (2011). 

## Demografie
Componența etnică a satului Adács
     Maghiari (91,78%)
     Romi (7,32%)
     Necunoscut (0,23%)
     Alții (0,66%)
Componența confesională a satului Adács
     Romano-catolici (62,86%)
     Fără religie (7,57%)
     Reformați (2,82%)
     Necunoscută (26,07%)
     Alte religii (1,11%)
Conform recensământului din 2011, satul Adács avea 2.800 de locuitori. Din punct de vedere etnic, majoritatea locuitorilor (91,78%) erau maghiari, cu o minoritate de romi (7,32%). Apartenența etnică nu este cunoscută în cazul a 0,23% din locuitori.  Din punct de vedere confesional, majoritatea locuitorilor (62,86%) erau romano-catolici, existând și minorități de persoane fără religie (7,57%) și reformați (2,82%). Pentru 26,07% din locuitori nu este cunoscută apartenența confesională.